# Айслер, Ллойд
Ллойд Эдгар Айслер (англ. Lloyd Edgar Eisler; род. 28 апреля 1963 года) — канадский фигурист, выступавший в парном катании. В паре с Изабель Брассер, он — двукратный бронзовый призёр зимних Олимпийских игр в Альбервиле и Лиллехаммере, чемпион мира 1993, пятикратный чемпион Канады. В паре с Лорри Байер он вице-чемпион мира среди юниоров в 1981 году.

## Карьера
Айслер выступал на международных соревнованиях с 1982, сначала с Лори Байер (тренер — Керри Линч), с 1982/83 — с Катериной Матюсек, с 1986 — с Изабель Брассер. Благодаря его атлетичному сложению пара Брассер — Айслер легко и уверенно исполняла поддержки, в том числе Айслер впервые осуществил подъём в поддержку на одной руке (однако в воздухе позиции были не самыми сложными), за что получил прозвище «домкрат». Однако, как и другие канадские пары, освоить сложный тройной прыжок Брассер — Айслер так и не сумели.
После завершения карьеры в соавторстве с партнёршей написал 2 книги «Brasseur & Eisler: To Catch a Dream» и «Brasseur & Eisler: The Professional Years».
Вместе с И. Брассер и Энн-Лу Броссо в 1992 организовали компанию B.B.E. Productions Inc., которая занималась организацией и проведением профессиональных шоу с участием фигуристов. Основной целью компании был сбор средств в пользу детского благотворительного фонда.

## Личная жизнь
Айлер имеет двоих сыновей от брака с Маршей О’Брайен — Итана (род. 2004) и Сета (род. 2005). Они поженились в 2002 году и расстались в ноябре 2005 года, когда О’Брайен была на восьмом месяце беременности вторым ребёнком.
В 2006 году Айлер начал встречаться с актрисой Кристи Суонсон, его партнёршей по ледовому реалити-шоу «Skating with Celebrities». В феврале 2007 года Суонсон родила сына Магнуса. В феврале 2009 года Айлер и Суонсон сочетались браком.

## Результаты соревнований
(с И. Брассер)
| Соревнования/Сезон         | 1987—1988 | 1988—1989 | 1989—1990 | 1990—1991 | 1991—1992 | 1992—1993 | 1993—1994 |
| -------------------------- | --------- | --------- | --------- | --------- | --------- | --------- | --------- |
| Зимние Олимпийские игры    | 9         |           |           |           | 3         |           | 3         |
| Чемпионат мира             | 7         | 14        | 2         | 2         | 3         | 1         | 2         |
| Чемпионат Канады           | 2         | 1         | 3         | 1         | 1         | 1         | 1         |
| Skate Canada International |           | 1         |           | 1         |           |           |           |
| Trophée Eric Bompard       |           |           | 2         |           |           |           |           |
| NHK Trophy                 |           | 4         |           | 2         |           | 4         | 1         |
| Bofrost Cup on Ice         |           |           |           |           | 1         |           |           |

(с К. Матусек)
| Соревнования/Сезон         | 1982—1983 | 1983—1984 | 1984—1985 |
| -------------------------- | --------- | --------- | --------- |
| Зимние Олимпийские игры    |           | 8         |           |
| Чемпионат мира             | 3         | 5         | 10        |
| Чемпионат Канады           | 3         | 1         |           |
| Skate America              | 6         | 5         |           |
| Skate Canada International |           |           | 3         |
| NHK Trophy                 |           |           | 4         |
| Nebelhorn Trophy           | 2         |           |           |

(с Л. Байер)
| Сезон                    | 1977–1978 | 1978–1979 | 1979–1980 | 1980–1981 | 1981–1982 |
| ------------------------ | --------- | --------- | --------- | --------- | --------- |
| Чемпионаты мира          |           |           |           |           | 9         |
| Чемпионаты мира (юниоры) | 6         | 3         |           | 2         |           |
| Чемпионаты Канады        |           |           | 2         | 2         | 2         |